# Forst Schwarzenbach am Wald
Forst Schwarzenbach am Wald – obszar wolny administracyjnie (gemeindefreies Gebiet) w Niemczech w kraju związkowym Bawaria, w rejencji Górna Frankonia, w regionie Oberfranken-Ost, w powiecie Hof. Obszar jest niezamieszkany.